# 青麻神社
青麻神社（あおそじんじゃ）は、宮城県仙台市宮城野区岩切にある神社である。旧社格は郷社。旧称を青麻岩戸三光宮、青麻権現社、嵯峨神社などといい、日本各地にある青麻神社・三光神社の総本社である。

## 祭神
天之御中主神・天照大御神・月読神を主祭神とし、常陸坊海尊を併祀する。主祭神三神はそれぞれ星神・日神・月神であり、神仏習合の時代には大日如来・不動明王・虚空蔵菩薩としていた。
常陸坊海尊の霊験により中風封じ、社家の穂積氏が水運に携わっていたことにより海上安全の信仰がある。

## 歴史
社伝によれば、仁寿2年（852年）、社家の遠祖・穂積保昌が山城国から当地に下向し、一族が尊崇していた日月星の三光の神を山峡の岩窟の中に祀ったのが始まりである。穂積保昌が土地の人々に麻の栽培を教えたことにより「青麻」の地名・社名となり、神紋も麻の葉である。
天和2年（1682年）、源義経の家臣であった常陸坊海尊（清悦仙人）であると称する老人が当地を訪れ、中風を治す霊験を顕したことにより、当社に常陸坊海尊が配祀された。
明治8年（1875年）5月に郷社に列格した。